# Рочфорд
Рочфорд (на английски: Rochford) е град, намиращ се в графство Есекс, Англия. Населението на града за 2001 г. е 7610 души.

## История
Градът е основно селище в окръг Рочфорд. Носи името на форд за ловни кучета. През Първата световна война летището на града е използван като бойна станция.

## География
Градът се намира в южната част на Англия, близо до Ла Манш.

## Управление
Джеймс Дъдридж (консерватор) е избран за представител на Рочфорд в парламента на Англия през 2005 година.

## Транспорт
В близост до града има железопътна гара. В Рочфорд също така е развит и автобусният транспорт.